# Jaylin Lane
Joshua Jaylin Lane (Clover, 1º maggio 2002) è un giocatore di football americano statunitense che milita nel ruolo di wide receiver per i Washington Commanders della National Football League (NFL).

## Primi anni
Lane nacque il 1º maggio 2002 a Clover, in Carolina del Sud. Nell’ultima stagione alla Clover High School fece registrare 76 ricezioni per 1.611 yard e 30 touchdown. In seguito si iscrisse all Middle Tennessee State University per giocare nel college football.

## Carriera universitaria
Lane disputò un totale di 54 partite nel football universitario come wide receiver e kick returner. Militò nei Blue Raiders della Middle Tennessee State University dal 2020 al 2022, facendo registrare 124 ricezioni per 1.528 yard e 10 touchdown. Nel 2023 si trasferì ai  Virginia Tech Hokies, disputando 24 partite nel corso di due stagioni, con 79 ricezioni per 1.004 yard e 8 touchdown. Nel 2024 fu inserito nella terza formazione ideale dell’Atlantic Coast Conference.

## Carriera professionistica

### Washington Commanders
Lane fu scelto nel corso del quarto giro (128º assoluto) del Draft NFL 2025 dai Washington Commanders.  Il 9 maggio firmò un contratto quadriennale.